# Юзель (Кот-д’Армор)
Юзе́ль (фр. Uzel) — коммуна во Франции, находится в регионе Бретань. Департамент — Кот-д’Армор. Входит в состав кантона Мюр-де-Бретань. Округ коммуны — Сен-Бриё.
Код INSEE коммуны — 22384.

## География
Коммуна расположена приблизительно в 390 км к западу от Парижа, в 90 км западнее Ренна, в 27 км к югу от Сен-Бриё.

## Население
Население коммуны на 2016 год составляло 1 041 человек.
| 1962 | 1968 | 1975 | 1982 | 1990 | 1999 | 2010 | 2016 |
| ---- | ---- | ---- | ---- | ---- | ---- | ---- | ---- |
| 857  | 899  | 926  | 990  | 943  | 900  | 1075 | 1041 |

## Администрация
| Период | Период | Фамилия        | Партия                  | Примечания               |
| ------ | ------ | -------------- | ----------------------- | ------------------------ |
| 2001   | 2014   | Пьер Ле Эллоко | Социалистическая партия | руководитель предприятия |
| 2014   |        | Ив Ле Пленье   | Разные левые            | пенсионер                |

## Экономика
В 2007 году среди 567 человек в трудоспособном возрасте (15—64 лет) 424 были экономически активными, 143 — неактивными (показатель активности — 74,8 %, в 1999 году было 72,8 %). Из 424 активных работали 386 человек (220 мужчин и 166 женщин), безработных было 38 (17 мужчин и 21 женщина). Среди 143 неактивных 37 человек были учениками или студентами, 59 — пенсионерами, 47 были неактивными по другим причинам.

## Достопримечательности
- Приходская церковь Св. Николая (XVII век)
  - Потир, дискос (XVIII век). Исторический памятник с 1964 года[8]
- Дом 1788 года. Исторический памятник с 2006 года[9]

## Фотогалерея

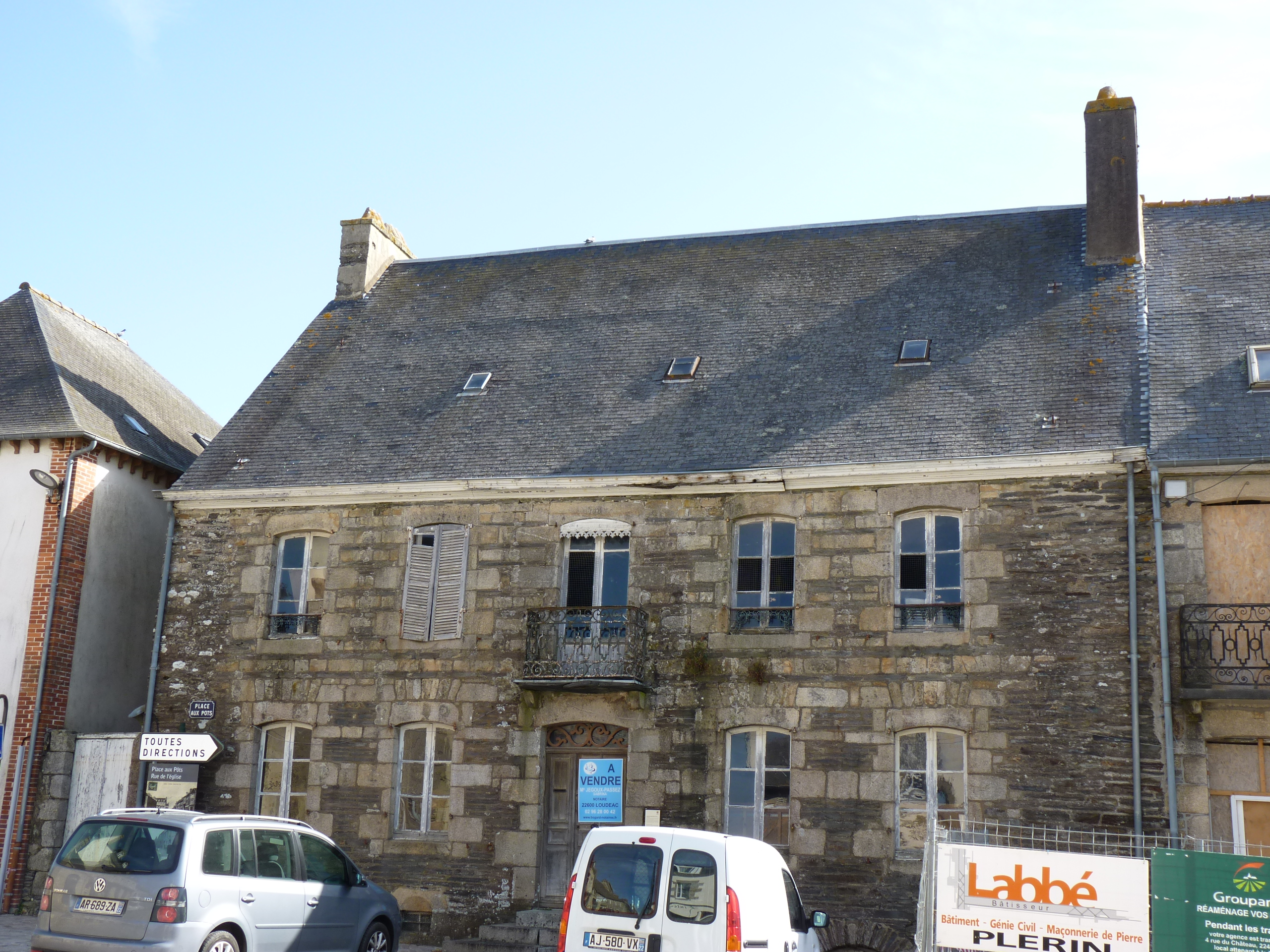
Дом 1788 года
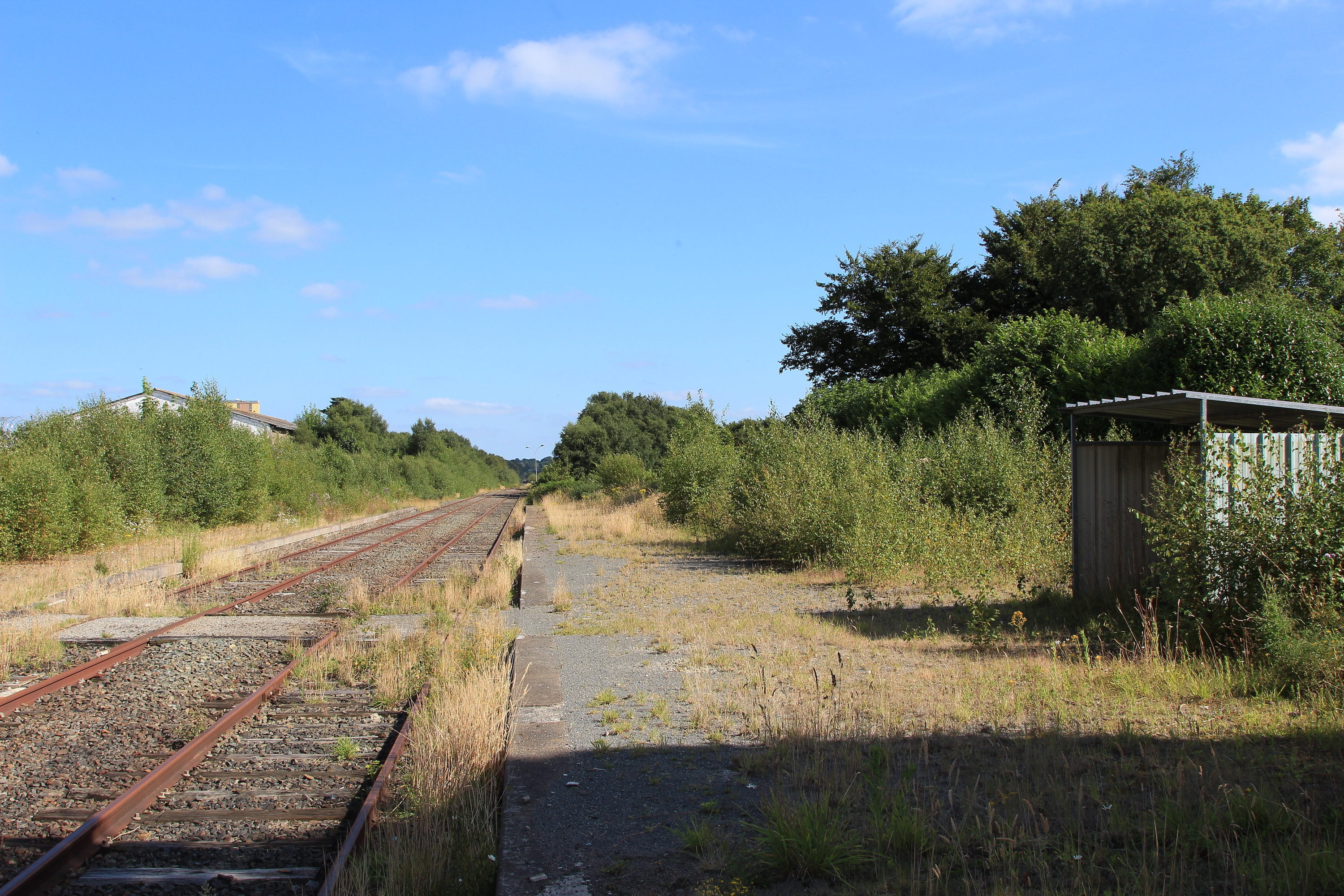
Вокзал
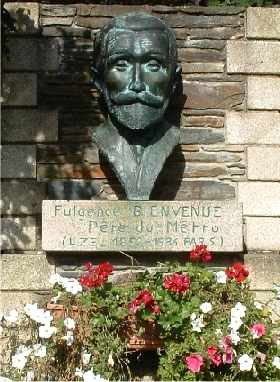
Бюст Фюльжанса Бьенвеню